# Shirley Crabtree
Shirley Crabtree Jr., noto come Big Daddy (Halifax, 14 novembre 1930 – Halifax, 2 dicembre 1997), è stato un wrestler e rugbista a 15 britannico.
Considerato una vera e propria leggenda del wrestling inglese, lottò nella Joint Promotions e nell'originale British Wrestling Federation dalla fine degli anni cinquanta ai primi anni novanta. Inizialmente apparve in televisione come personaggio heel, lottando in coppia con Giant Haystacks. Dopo la separazione da Haystacks, divenne un beniamino del pubblico inglese e una top star della Joint Promotions.
In gioventù fu anche un giocatore di rugby professionista, militando nel Bradford Northern e nell'Halifax.

## Carriera nel wrestling
Nel 1952 Shirley Crabtree Jr., decise di seguire le orme paterne, diventando un lottatore professionista. Cominciò ad essere noto tra la fine degli anni cinquanta e l'inizio dei sessanta come face con il soprannome "Blond Adonis". Vinse l'European Heavyweight Championship nella Joint Promotions e un ramo conteso del titolo britannico dei pesi massimi nella British Wrestling Federation prima di lasciare nel 1966 a seguito di una denuncia (non kayfabe) per molestie agli spettacoli di wrestling da parte dell'ex campione Bert Assirati. Si ritirò quindi dal ring per circa 6 anni. Durante gli anni sessanta, Crabtree fu titolare di un night club underground a Bradford.
Nel 1972 tornò al wrestling lottando nella Joint Promotions come villain con la gimmick della guardia combattente basata sul servizio da lui prestato nel reggimento di Guardie a Piedi Coldstream di Sua Maestà. Fu durante questo periodo che fece la sua prima apparizione nella serie televisiva World of Sport sul network ITV.
Non molto tempo dopo, suo fratello, Max, divenne un booker nella Joint Promotions e cominciò a trasformare Crabtree nel personaggio per il quale sarebbe stato ricordato. Basato originariamente sull'omonimo personaggio interpretato dall'attore Burl Ives nel primo adattamento cinematografico dell'opera teatrale La gatta sul tetto che scotta di Tennessee Williams, "Big Daddy" iniziò ad essere interpretato da Crabtree alla fine del 1974. Il personaggio attirò le prime attenzioni a metà 1975 quando formò un tag team con Giant Haystacks. Tuttavia, durante questo periodo, seppur ancora ufficialmente uno dei "cattivi", Daddy cominciò ad essere acclamato dal pubblico che lo prese in simpatia quando cominciò un feud con Kendo Nagasaki, specialmente quando lo smascherò nel corso di un match svoltosi nel dicembre 1975.
Alla metà del 1977, Big Daddy aveva completato la sua trasformazione in personaggio positivo beniamino dei fan, cambiamento consolidato dalla rottura con Haystacks e dal successivo feud tra i due che sarebbe durato fino ai primi anni novanta. Popolare soprattutto presso i fan più giovani e i pensionati, Big Daddy saliva sul ring con un mantello di paillettes o una giacca con la bandiera del Regno Unito e un cappello a cilindro. Non essendo muscoloso e nemmeno più tanto giovane, ma piuttosto un quarantenne in vistoso sovrappeso, tuttavia tutto ciò non sembrò essergli di ostacolo nella corsa alla popolarità dato che praticamente ogni heel in Inghilterra fu da lui sconfitto. Abitualmente i match di Big Daddy duravano poco ed erano statici, privi di acrobazie o mosse spettacolari, e lui otteneva vittorie veloci sia negli incontri singoli sia di coppia. Colleghi wrestler come Adrian Street attribuirono la brevità dei suoi match alla scarsa condizione fisica di Shirley, anche se il fratello Max sostenne sempre in risposta che questo era quello che la gente voleva vedere: una vittoria veloce e pulita del "buono" Big Daddy.
Big Daddy divenne in questo periodo il lottatore più famoso in Gran Bretagna ed ebbe persino una sua striscia di fumetti.
In aggiunta alla sua celebre rivalità con Haystacks, Daddy ebbe altri notevoli feud con il wrestler canadese "Mighty" John Quinn, con Dave "Fit" Finlay, con Drew McDonald e con molti altri heel.
Nell'agosto 1987 presso il Circus Hippodrome a Great Yarmouth, Big Daddy lottò un match di coppia insieme al nipote Steve Crabtree (presentato come "Greg Valentine") dove affrontò King Kong Kirk & King Kendo. Dopo che Big Daddy aveva effettuato uno splash e schienato King Kong Kirk, questi divenne cianotico e fu trasportato d'urgenza in ospedale dove fu dichiarato morto all'arrivo. Nonostante nell'inchiesta che seguì al decesso di Kirk fosse stato appurato che egli soffriva di gravi problemi cardiaci e Crabtree sollevato di qualsiasi responsabilità, lui restò devastato dall'episodio.
Continuò a fare apparizioni regolari sul ring nei primi anni novanta, ma alla fine decise di ritirarsi nel 1993 per trascorrere il resto dei suoi giorni nella città natale di Halifax. Il primo ministro britannico Margaret Thatcher e la regina Elisabetta II dissero di essere delle fan di "Big Daddy".

## Vita privata
Si sposò due volte ed ebbe 6 figli.
Crabtree morì d'infarto il 2 dicembre 1997 nell'ospedale di Halifax.

## Titoli e riconoscimenti
- British Wrestling Federation
  - British Heavyweight Championship (1)
  - European Heavyweight Championship (2)